# Kristaloscillator

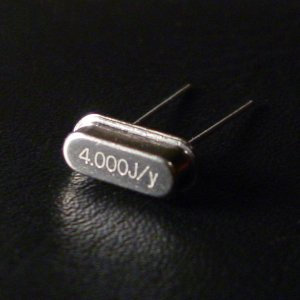
Miniatuur 4 MHz kwartskristal in HC-49/US-behuizing.

Een kristaloscillator is een oscillator die als frequentiebepalend element een kristal van piëzo-elektrisch materiaal heeft. Dit kristal is meestal een kwartskristal, maar ook andere kristallen worden gebruikt. Daarnaast zijn er frequentiebepalende elementen van keramisch materiaal, die ook met kristal aangeduid worden. 
Voordeel van het gebruik van dergelijke kristallen is de relatief precieze en stabiele oscillatiefrequentie. De nauwkeurigheid is meestal beter dan 20 ppm (parts per million; delen per miljoen). Het uitgangssignaal wordt vaak gebruikt voor tijdmeting (bijvoorbeeld in uurwerken), als kloksignaal voor digitale geïntegreerde schakelingen (bijvoorbeeld in computers), en voor het stabiliseren van de zendfrequentie van radiozenders.
De oscillatiefrequentie ligt gewoonlijk tussen enkele tientallen kHz en enkele tientallen MHz.

## Uitvoeringen
Een kristaloscillator kan bestaan uit losse componenten of opgenomen zijn in een IC. Soms wordt een vorm van temperatuurcompensatie toegepast om de temperatuursafhankelijkheid van de uitgangsfrequentie teniet te doen.